# Aselliscus stoliczkanus
Aselliscus stoliczkanus је сисар из реда слепих мишева (Chiroptera).

## Угроженост
Ова врста је наведена као последња брига, јер има широко распрострањење и честа је врста.

## Распрострањење
Ареал врсте је ограничен на мањи број држава. 
Врста има станиште у јужној Кини и Тајланду, Бурми, Лаосу, Вијетнаму и Малезији.